# Werderscher Markt
Le Werdersche Markt est une place rectangulaire du quartier Mitte de Berlin. Il est aménagé en 1658 par Johann Gregor Memhardt et nommé en 1835 d'après le quartier historique de Friedrichswerder. Les sites les plus importants du Werdersche Markt comprennent l'église de Friedrichswerder, l'ancienne Académie d'architecture, le ministère des Affaires étrangères et la fontaine des Ours (de).

## Histoire

### AuXVIIesiècle, une nouvelle ville résidentielle avec son propre centre est créée
Pour développer la ville résidentielle de Friedrichswerder, créée à la demande de l'électeur Frédéric-Guillaume, des rues et des places sont aménagées en 1635 sur la base des plans de Johann Gregor Memhardt. Sous sa direction, les nouveaux citoyens de 1672 construisent simultanément dans leur centre un hôtel de ville (de) et une église pour les communautés allemande et française. La place du marché adjacente est partiellement plantée de tilleuls.

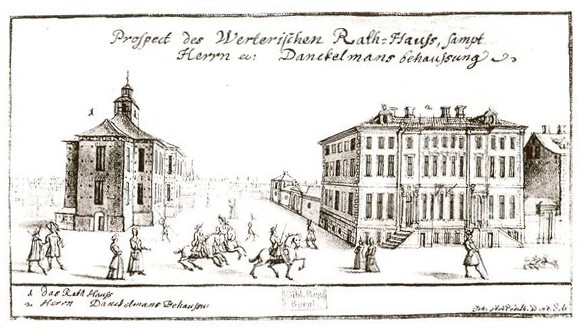
Werderscher Markt avec les bâtiments environnants en 1690, vue du nord-est

À l'ouest et au nord du marché, les membres de la famille royale et de la cour prussienne font construire des bâtiments résidentiels et commerciaux. Dans le dessin de Johann Stridbeck (de) de 1690, la « Perspective de la maison Werter Rath (à gauche) avec la Maison M. v. Danckelman (bâtiment de droite) ». L'hôtel de ville donne également son nom à la place du marché, que les conseillers décident d'appeler Werderscher Markt. Le nom Werder (de) remonte à l'île de la Spree sur laquelle le nouveau quartier est créé.
À partir du XVIIe siècle, des voiliers de charge amènent leurs marchandises dans la ville en pleine croissance via un bras de la Sprée et une écluse, ce qui fait du Packhof un lieu de transbordement important près du Werderschen Markt. Il est relié au pont-écluse (de) via la rue Am Packhof.

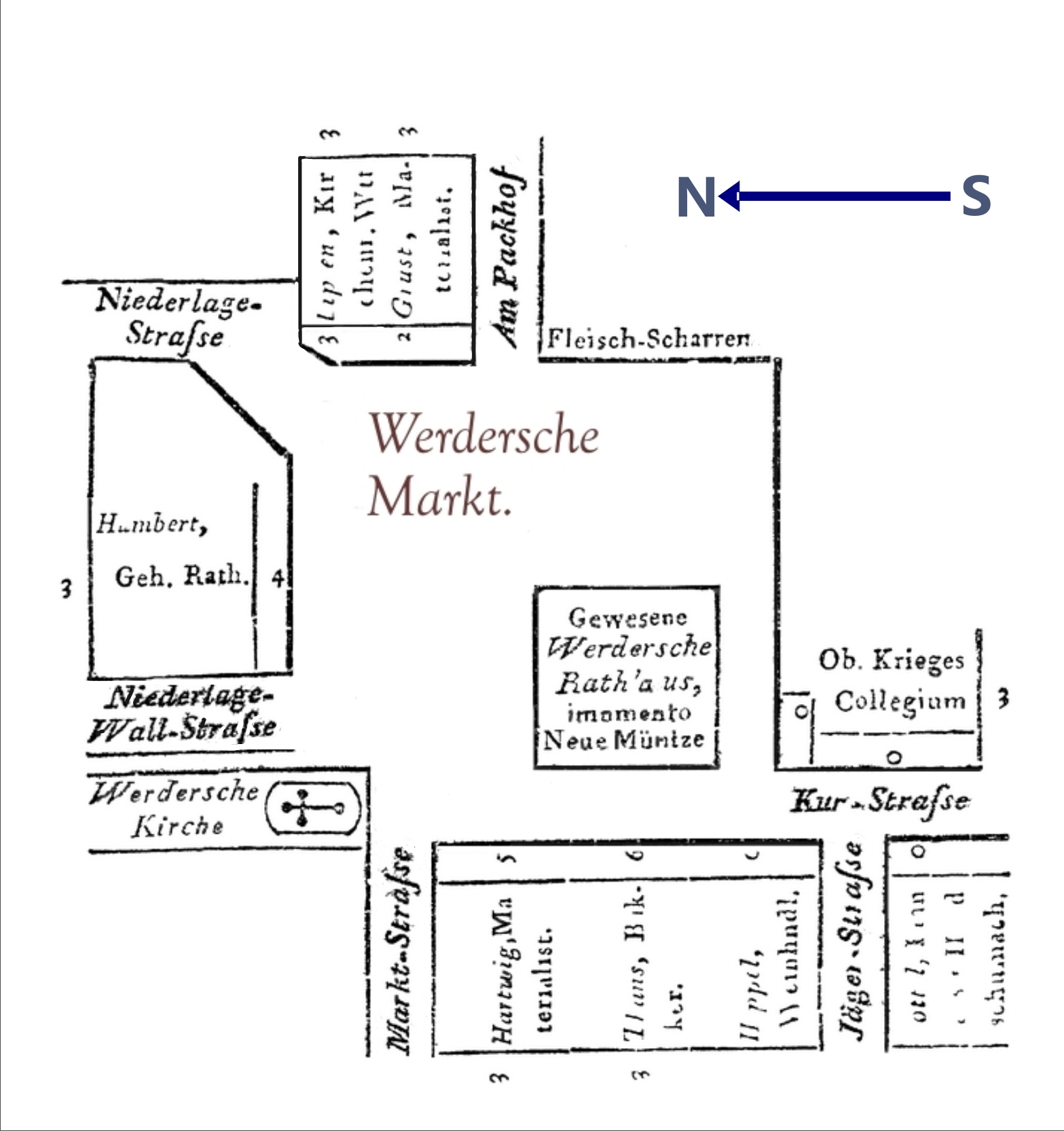
Werderscher Markt d'après un croquis de localisation dans le carnet d'adresses de Berlin de 1799

### Remaniements du centre du Werder entre lesXVIIIeetXVIIIesiècles et l'année 1945
Après le démantèlement définitif des fortifications de Memhardt dans cette zone vers 1740, les rues environnantes sont plusieurs fois déplacées et de nouveaux bâtiments modifient toute la situation du marché. En 1798, la première pierre d'un nouveau bâtiment est posée à l'emplacement de l'hôtel de ville, dont le bâtiment brûle en 1794 puis est déplacé. Frédéric-Guillaume III ordonne qu'« un nouvel édifice soit érigé ici pour le bénéfice de l'État et pour l'ornement de la ville ». Le roi les désigne comme ateliers pour la monnaie et pour le stockage des minéraux, modèles, livres, cartes et fissures que collectionne le département des mines et métallurgie." La Monnaie royale (de) est créée.

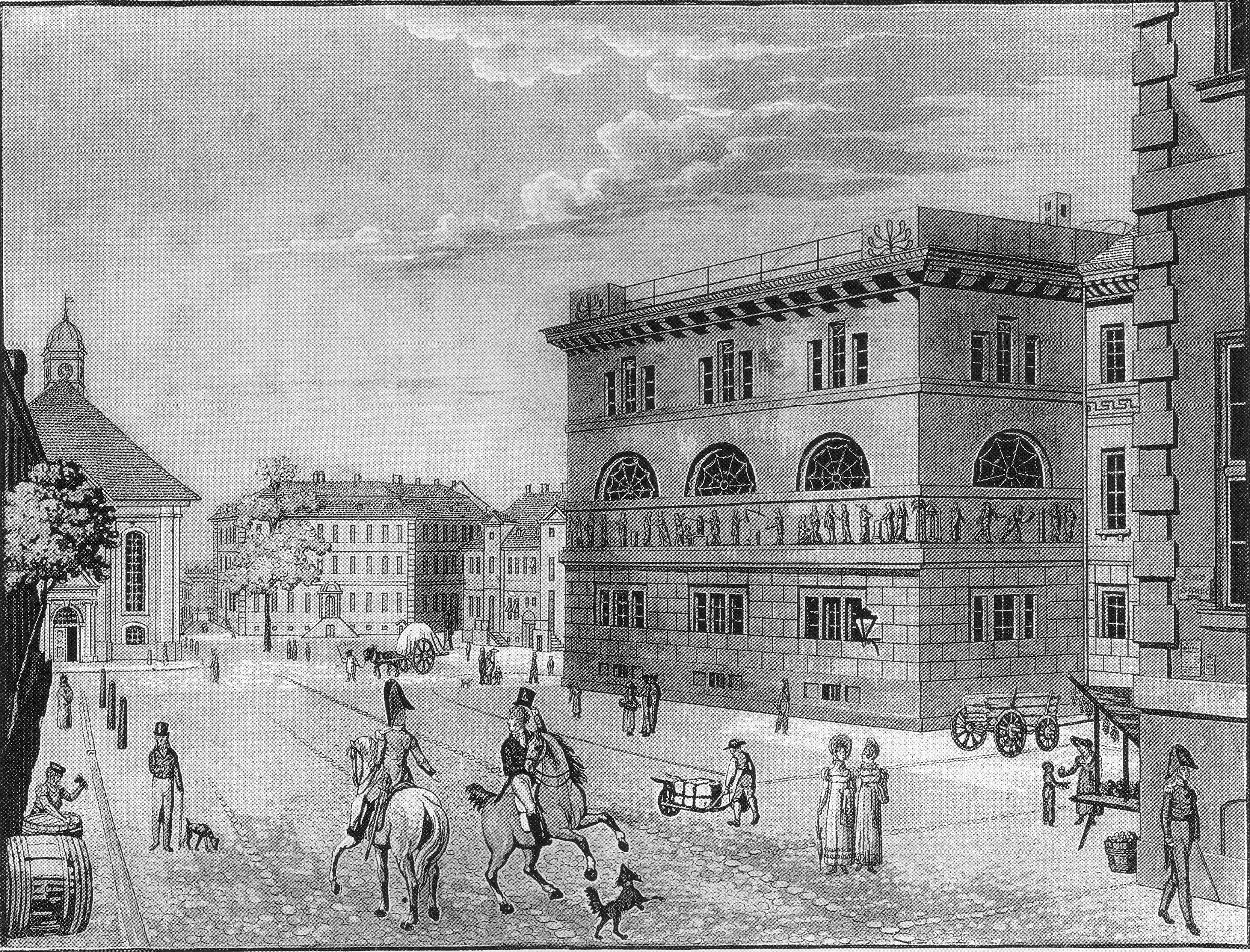
Vu de la Kurstraße au Werderschen Markt avec l'ancienne Monnaie et la première église de Friedrichswerder (au fond à gauche), 1798, aquatinte de Friedrich August Calau

En 1822, le carnet d'adresses berlinois décrit le marché comme suit : « Situé à Friedrichswerder, entre l'ancien Packhof et la Jägerstraße, 9 maisons, a une longueur de 110 pas et appartient au 5e commissariat de police ». Cette année-là, les propriétaires et bâtiments suivants du Werderschen Markt sont mentionnés : les numéros 1, 2, 3, 4 et 6 - des maisons d'habitation pour une à quatre familles, le numéro 5 est une « caisse d'épargne » créée par le banquier C. W. J. Schulze pour les commerçants et les fabricants, le numéro 7 est l'entrée du Collège de Guerre et le numéro 9 est l'entrée principale du nouveau bâtiment de la Monnaie avec l'entrée arrière du numéro 8. Avant 1830, les rues Am Packhof et la Marktstraße, qui s'étend vers l'ouest, reçoivent le nom de Werderstraße avant 1830 en raison de leur emplacement dans ce qui était alors le quartier du Werder.
Au fil des siècles, la structure urbaine initialement claire autour du marché est de plus en plus détruite ; de nouvelles maisons plus grandes sont construites, comme le Modewaaren-Magazin de Herrmann Gerson en 1847/1848 (parcelle 5/6), considéré comme le premier grand magasin de vêtements du vieux Berlin. Cela signifie que la ville initialement indépendante de Friedrichswerder est intégrée à la ville en pleine croissance de Berlin. La première église est remplacée par un nouveau bâtiment en 1824 et se trouve toujours à son emplacement d'origine sous le nom d'église de Friedrichswerder.
En 1837, l'adresse Werderscher Markt numéro 1 est transférée à la Schinkelplatz nouvellement créée, où se trouve la maison de Karl Friedrich Schinkel, à côté de l'école de construction, qui devient plus tard l'académie d'architecture. Le bâtiment « Ober-kriegs-Collegium », qui est inscrit au numéro 7 du marché vers 1800, devient dans les années 1840 le lycée de Friedrichswerder
Vers 1850, Werderscher Markt 1–9 est l'adresse postale des établissements suivants : le numéro 1 abrite une auberge, les numéros 3 et 4 sont des immeubles d'habitation abritant une librairie et une imprimerie, le numéro 6 appartient au marchand Gerson, le numéro 7 est l'adresse du lycée Werder (le directeur, un professeur et deux domestiques de l'école vivent dans cette maison) et les numéros 9/10 appartient à l'ancienne Monnaie royale. En 1886, l'ancienne Monnaie est démolie et un bâtiment pour la Banque industrielle allemande est construit à sa place.

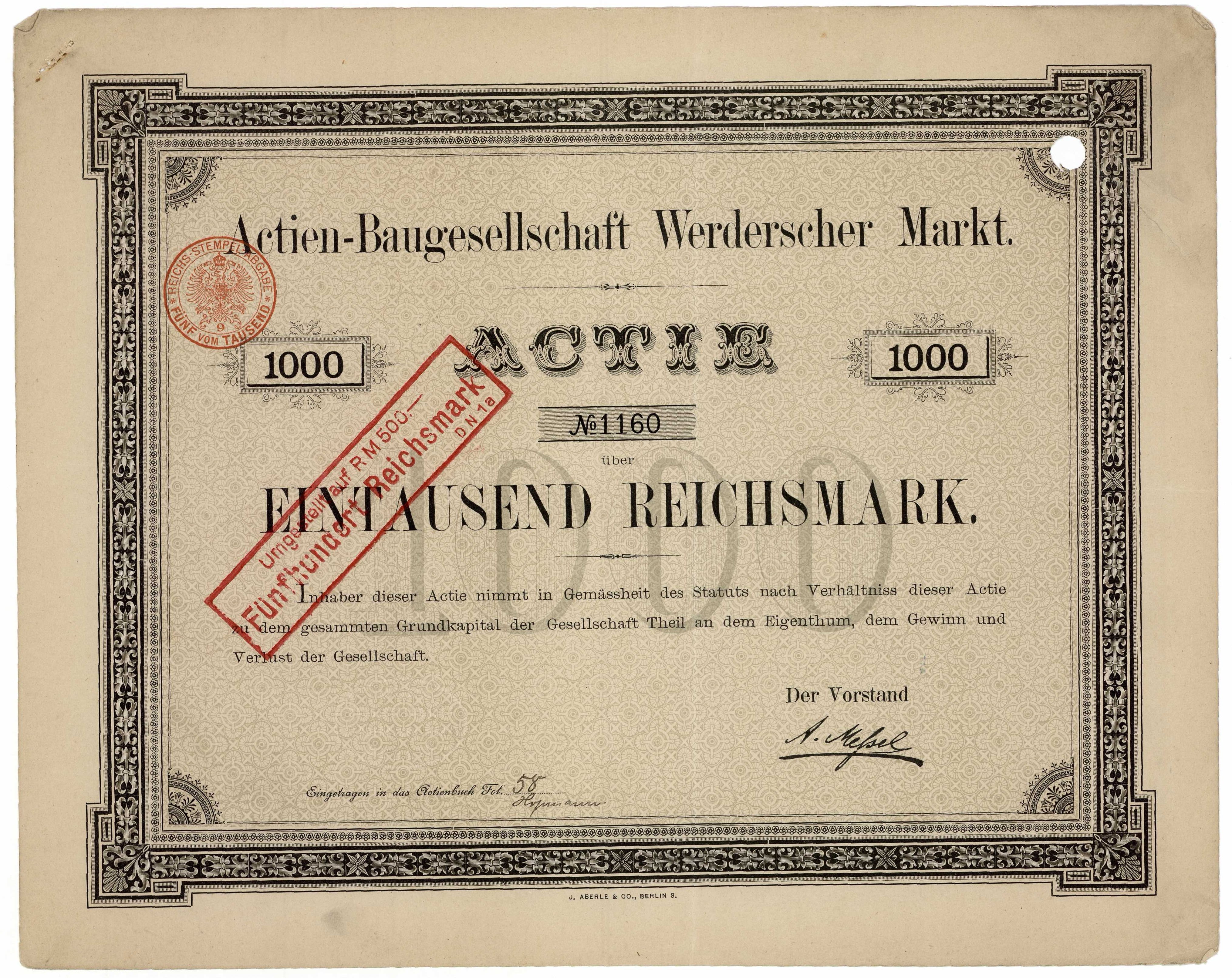
Action de l'Actien-Baugesellschaft Werderscher Markt en date du 1886, signé par Alfred Messel

Les maisons du Werderscher Markt 2, 3 et 4 sont également démolies vers 1880 et construites selon les plans d'Alfred Messel sous la direction des maîtres d'œuvre Friedrich & Bâtiments résidentiels et commerciaux Sonnenthal (Werderhäuser), qui comprennent également la Werderstraße et la Kurstraße. Pour financer les travaux de construction et la commercialisation ultérieure, l' Actien-Baugesellschaft Werderscher Markt est fondé, dont le siège est au Markt 9. Cette maison abrite également un commissariat de police dès 1870. Le carnet d'adresses montre alors de nombreuses entreprises dans ces maisons, parmi lesquelles des marchands de vin et le commerçant de fourrures Abraham B. Citroën, propriétaire de l'usine et du magasin de fourrures « A. B. Citroen (de) » au Werderscher Markt 7. Son successeur est Hendrik Citroën (1865-1932), père du peintre, dessinateur et photographe Paul Citroen. Il y a aussi une usine de produits en nickel et en alféniure et un fabricant de fourrure de plumes et d'articles en fourrure de plumes, pour ne citer que quelques offres plus inhabituelles. Mais trois sociétés bancaires, une poste et de nombreux avocats y ont également élu domicile.

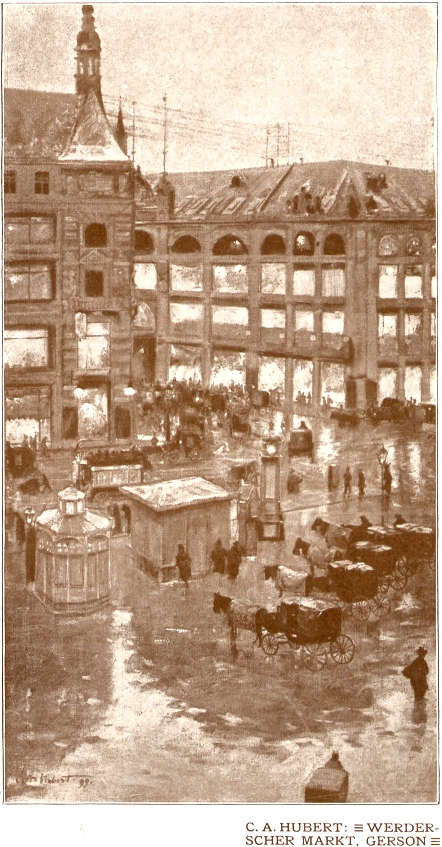
Vue d'une partie du Werderscher Markt avec le grand magasin Gerson, 1902

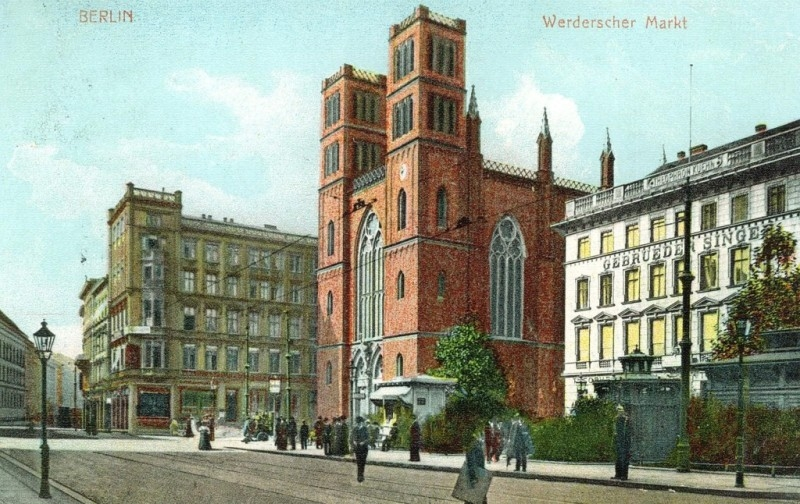
Carte postale en couleurs du Werderscher Markt, vers 1910

Le grand magasin Gerson (de) (rebaptisé Modebasar Gerson & Co vers 1900) est un magasin de mode florissant appartenant à la famille entrepreneuriale juive Freudenberg (de) jusqu'en 1933, après quoi la famille émigre. C'est pourquoi le bâtiment et le terrain associé sont vendus aux enchères de force en 1937 et, en 1939, la police criminelle du Reich emménage dans l'ancien grand magasin. Une publication dans le Jüdische Allgemeine de 2013 montre que la technologie permettant la destruction massive de personnes au Zyklon B est développée dans la cour de cette maison. Selon les critiques, le réaménagement de la propriété avec des maisons de ville commencé dans les années 2010 signifie que toutes les preuves de l'histoire sinistre de ce lieu sont en train de disparaître.

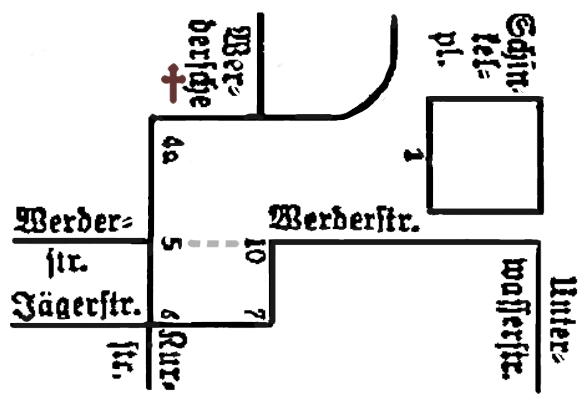
Croquis du marché du Werder, 1933

En préparation des Jeux olympiques d'été de 1936, qui ont lieu à Berlin, des travaux de reconstruction et de nettoyage ont été effectués dans tout le centre-ville. Un architecte impliqué (Gerhard Dörge) examine de plus près la situation du Werderscher Markt, qu'il décrit comme l'un des « endroits les plus attractifs de Berlin », « qui […] outre son attrait urbanistique, se caractérise par deux excellents les bâtiments de Schinkel, l'église Weihebau, l'église du Werder et le bâtiment fonctionnel de l'académie du bâtiment. […] L'académie d'architecture [...] et l'église du Werder forment un excellent paysage urbain qui, malheureusement, en raison de quelques négligences et ajouts, ne prend plus toute sa valeur d'une manière qui correspond à sa valeur intérieure. Il critique le type de tracé routier, l'emplacement des îlots de circulation, les mâts érigés et le « nombre excessif de lanternes laides ». Enfin, il formule quelques suggestions pour améliorer la situation : d'une hauteur de corniche plus uniforme, un « rangement en profondeur » avec la suppression des petits arbres qui viennent d'être plantés à côté de la fontaine des Ours (de), présente ici depuis En 1928, la suppression des mâts, la colonne publicitaire, la colonne du tramway, la cabine téléphonique, un bac à sable et l'alarme incendie sont évoquées. Dörge constate également que le trottoir devant le portail de l'église, large de seulement deux mètres, était beaucoup trop petit. D'un « point de vue architectural », la solution la plus radicale pour le Werderscher Markt est la suppression de la voie de circulation continue et trop large, car le flux de circulation ici n'est pas si fort. Cela permettrait de créer « un grand espace pavé avec pour seul décor la fontaine de l'ours, particulièrement appréciée des écoliers et donc si vivante ; les lumières sont disposées dans le cadre de l’ensemble et deviennent ainsi un autre élément de design de la place. Après de nombreuses instructions détaillées sur le changement des fenêtres, des couleurs et de la décoration du bâtiment, Dörge se tourne vers le côté sud et arrive à la conclusion : « Le côté sud du Werderscher Markt, qui semble maintenant presque dévastateur, devrait dans un certain temps, comme c'est actuellement prévu, être être remplacé par un bloc nord détaché du nouveau bâtiment principal, la Reichsbank, ce qui donnerait au Werdersche Markt l'avantage d'une conception calme sur son côté sud. Cependant, ses idées ne sont pas mises en œuvre.

## Localisation et superficie au fil des siècles
La place du marché, presque carrée, est initialement entourée sur trois côtés par des immeubles d'habitation ; La Nieder-Wall-Strasse, la Niederlagstrasse, l'Am Packhof, la Kurstrasse et la Marktstrasse (vers 1799) y courent. La limite nord-est est formée par les rives de la Spree, où le pont-écluse établit la connexion avec le vieux centre de Berlin, le futur Nikolaiviertel. Un coin est l'actuel marché, surtout pour les coupeurs d'os avec leurs grattoirs.
Au XXIe siècle, Werdersche Markt continue vers l'ouest sous le nom de Französische Straße. Ici, la Falkoniergasse reconstruite rencontre l'ancienne place du marché le long du côté ouest de l'église de Friedrichswerder, la Niederlagstrasse en bifurque au nord et la Werderstrasse forme la frontière au sud. Cette rue est ouverte le 1er février 1999 et est inclus sur le marché du Werder. Dans ce contexte, une modification est apportée aux numéros de maison, qui commencent depuis lors au sud-est par le ministère des Affaires étrangères et sont numérotés dans l'orientation jusqu'au numéro 15 suffisent. Le bâtiment supplémentaire du ministère des Affaires étrangères, construit en 1999, avec sa grande façade en miroir et ses cours intérieures se dresse entièrement sur la zone sud du marché historique, mais l'atrium face au Werderscher Markt est ouvert au public,.
Le « nouveau » Werdersche Markt est plutôt une rue dont les limites ouest forment les angles de la Kurstrasse (avec un nouveau bâtiment hôtelier et le centre de conférence Quadriga) et de l'Oberwallstrasse/Werderscher Markt (avec un nouveau bâtiment de bureaux). La frontière Est se situe au niveau du pont-écluse et de la route sous-marine.

## Planification de la rénovation
Dans le cadre d'un concours sur invitation organisé par le Sénat de Berlin, la question est examinée dans quelle mesure l'espace libre restant d'une taille de 1 300 m2 du Werdersche Markt historique pourrait à nouveau être rendu plus visible. Les travaux de construction des nouveaux bâtiments résidentiels à l'ouest et à l'est le long de la nef battent leur plein depuis 2011 et la Schinkelplatz est également restaurée depuis 2008. Un concept d'espace est souhaité qui rend plus attrayant l'espace vert autour du Bärenbrunnen avec les deux platanes bien cultivés et le petit parvis de l'église. Concrètement, l'appel d'offres indique : « Le développement du Werderscher Markt grâce aux mesures d'aménagement urbain et d'aménagement des espaces ouverts déjà mises en œuvre et à venir constituent une pierre angulaire de la reconquête du centre historique de Berlin. Ici, l'ancien rôle du marché du Werder en tant que centre de Friedrichswerder, la première expansion urbaine de Berlin-Cölln, peut être à nouveau rendu visible. Le calendrier fixé pour la réalisation du projet gagnant en 2010 n'est pas respecté en raison de la longueur des autres travaux de construction dans la région. Le Sénat prévoit une somme de 140 000 euros pour la rénovation.
Le projet gagnant des architectes paysagistes TH Treibhaus Landschaftsarchitektur de Berlin et Hambourg prévoit une élévation visuelle de l'emplacement de l'église ainsi qu'une mise en valeur de la fontaine et de ses environs. La surface carrée doit être conçue avec de petits pavés (granit, calcaire coquillier, imitation marbre) avec un « motif de joints clairement posé en diagonale par rapport au cadre carré ». Les couleurs des matériaux vont du monochrome au gris clair en passant par le multicolore et le blanc. Le résultat est un tapis de pierre coloré bordé de bandes de pavage sombres. Des sièges individuels réservés et un éclairage intégré au sol sont destinés à inviter les promeneurs et les futurs résidents à s'attarder. Le projet de la société Guba & Sgard, que le jury n'a pas retenu, montre un autre projet de refonte du reste du marché du Werder.

## Transports
Déjà au début du XXe siècle, une ligne de tramway dessert le Werderscher Markt. Depuis 1991, la ligne de bus 147 de la Berliner Verkehrsbetriebe traverse la rue Werderscher Markt-Frenchische Straße.